# Équipe de Grèce féminine de water-polo
L’équipe nationale féminine grecque de water-polo (en grec moderne : Εθνική Ελλάδας υδατοσφαίρισης γυναικών) est la sélection nationale représentant la Grèce dans les compétitions internationales de water-polo réservées aux femmes. Elle est placée sous l'égide de la Fédération grecque de natation (en).

## Palmarès international
- un titre de champion du monde en 2011.

## Performances dans les compétitions internationales

### Jeux olympiques
- 2000 : n'a pas participé
- 2004 :  Médaille d'argent
- 2008 : 8e place
- 2012 : n'a pas participé
- 2016 : n'a pas participé
- 2020 : n'a pas participé
- 2024 : 7e place

### Championnats du monde
- 1986 : n'a pas participé
- 1991 : n'a pas participé
- 1994 : n'a pas participé
- 1998 : 5e place
- 2001 : 7e place
- 2003 : 9e place
- 2005 : 5e place
- 2007 : 8e place
- 2009 : 4e place
- 2011 :  Médaille d'or
- 2013 : 6e place
- 2015 : 6e place
- 2017 : 7e place
- 2019 : 8e place
- 2022 : 7e place
- 2023 : 8e place
- 2025 :  Médaille d'or

### Ligue mondiale
- 2004 : 6e place
- 2005 :  Médaille d'or
- 2006 : n'a pas participé
- 2007 :  Médaille de bronze
- 2008 : n'a pas participé
- 2009 : 7e place
- 2010 :  Médaille de bronze
- 2011 : 7e place
- 2012 :  Médaille de bronze
- 2013 : n'a pas participé
- 2014 : n'a pas participé
- 2015 : n'a pas participé
- 2016 : n'a pas participé
- 2017 : n'a pas participé
- 2018 : n'a pas participé
- 2019 : n'a pas participé
- 2021 : 6e place
- 2022 : n'a pas participé

### Coupe du monde
- 1979 : n'a pas participé
- 1980 : n'a pas participé
- 1981 : n'a pas participé
- 1983 : n'a pas participé
- 1984 : n'a pas participé
- 1988 : n'a pas participé
- 1989 : n'a pas participé
- 1991 : n'a pas participé
- 1993 : n'a pas participé
- 1995 : n'a pas participé
- 1997 : 6e place
- 1999 : 8e place
- 2002 : 7e place
- 2006 : 6e place
- 2010 : 7e place
- 2014 : n'a pas participé
- 2018 : n'a pas participé
- 2023 : 5e place
- 2025 :  Médaille d'or

### Championnats d'Europe
- 1985 : n'a pas participé
- 1987 : n'a pas participé
- 1989 : 7e place
- 1991 : 7e place
- 1993 : 7e place
- 1995 : 4e place
- 1997 : 7e place
- 1999 : 5e place
- 2001 : 4e place
- 2003 : 5e place
- 2006 : 6e place
- 2008 : 6e place
- 2010 :  Médaille d'argent
- 2012 :  Médaille d'argent
- 2014 : 6e place
- 2016 : 5e place
- 2018 :  Médaille d'argent
- 2020 : 6e place
- 2022 :  Médaille d'argent
- 2024 :  Médaille de bronze

### Europa Cup
- 2018 :  Médaille d'or

### Jeux méditerranéens
- 2018 :  Médaille de bronze